# حركة استقلال كينيا
حركة استقلال كينيا كان حزباً سياسياً في كينيا.

## التاريخ
تم تأسيس الحزب في أغسطس 1959 من قبل أعضاء أفارقة في المجلس التشريعي، وكان بقيادة جوليوس جيكونيو كيانو وتوم مبويا وجاراموجي أوجينجا أودينجا.  في المقام الأول تكون من شعب الكيكويو واللوه،  وكان تشكيله ردا على إنشاء الحزب الوطني كينيا متعدد الأعراق،  وكان مقتصرا على عضوية الأفارقة.  اختلف الاثنان أيضًا حول الاستقلال، حيث طالب الحزب بالاستقلال بحلول عام 1961، بينما استقر الحزب الوطني على تاريخ 1968.
ومع ذلك، بحلول نهاية عام 1959، اندمج أنصار الاثنين من أجل تقديم جبهة موحدة في مؤتمر لانكستر هاوس.  في العام التالي، أنشأت قيادة حزب الاستقلال الاتحاد الوطني الأفريقي الكيني من خلال الاندماج مع الاتحاد الأفريقي الكيني وحزب المؤتمر الشعبي الوطني،   بينما اندمج الحزب الوطني مع أحزاب أخرى لتشكيل الاتحاد الديمقراطي الأفريقي الكيني المنافس.